# Kilakinna
Kilakinna (auch: Kilakina, Kilakina Haoussa) ist ein Dorf in der Stadtgemeinde Gouré in Niger.

## Geographie
Das von einem traditionellen Ortsvorsteher (chef traditionnel) geleitete Dorf befindet sich rund 58 Kilometer südöstlich des Stadtzentrums von Gouré, dem Hauptort des gleichnamigen Departements Gouré in der Region Zinder. Zu den Siedlungen in der näheren Umgebung von Kilakinna zählen Soubdou im Nordwesten, Yari im Norden, Sissi im Nordosten, Kadella Boua Canada im Osten und Guirsilik im Süden.
Kilakinna hat den Charakter einer Oase und liegt in der Zone der fruchtbaren Mulden von Maïné-Soroa. Beim Dorf erstreckt sich ein permanenter Teich, die Mare de Kilakinna. Es herrscht das Klima der Sahelzone vor, mit einer durchschnittlichen jährlichen Niederschlagsmenge zwischen 300 und 400 mm.

## Bevölkerung
Bei der Volkszählung 2012 hatte Kilakinna 727 Einwohner, die in 124 Haushalten lebten. Bei der Volkszählung 2001 betrug die Einwohnerzahl 512 in 102 Haushalten und bei der Volkszählung 1988 belief sich die Einwohnerzahl auf 1181 in 243 Haushalten.

## Wirtschaft und Infrastruktur
Im Dorf wird ein Wochenmarkt abgehalten. Der Markttag ist Dienstag. Es gibt eine Schule. Das nigrische Unterrichtsministerium richtete 1996 gemeinsam mit dem Welternährungsprogramm der Vereinten Nationen zahlreiche Schulkantinen in von Ernährungsunsicherheit betroffenen Zonen ein, darunter eine für Kinder transhumanter Hirten in Kilakinna. Beim Dorf verläuft die asphaltierte Nationalstraße 1, die längste Fernstraße Nigers.